# Grebenroth

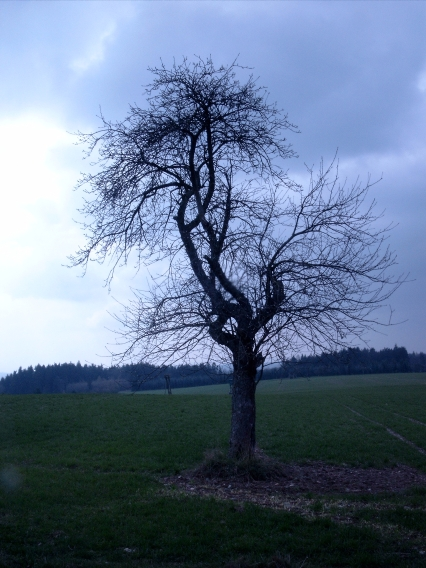
Apfelbaum auf dem Altenberg

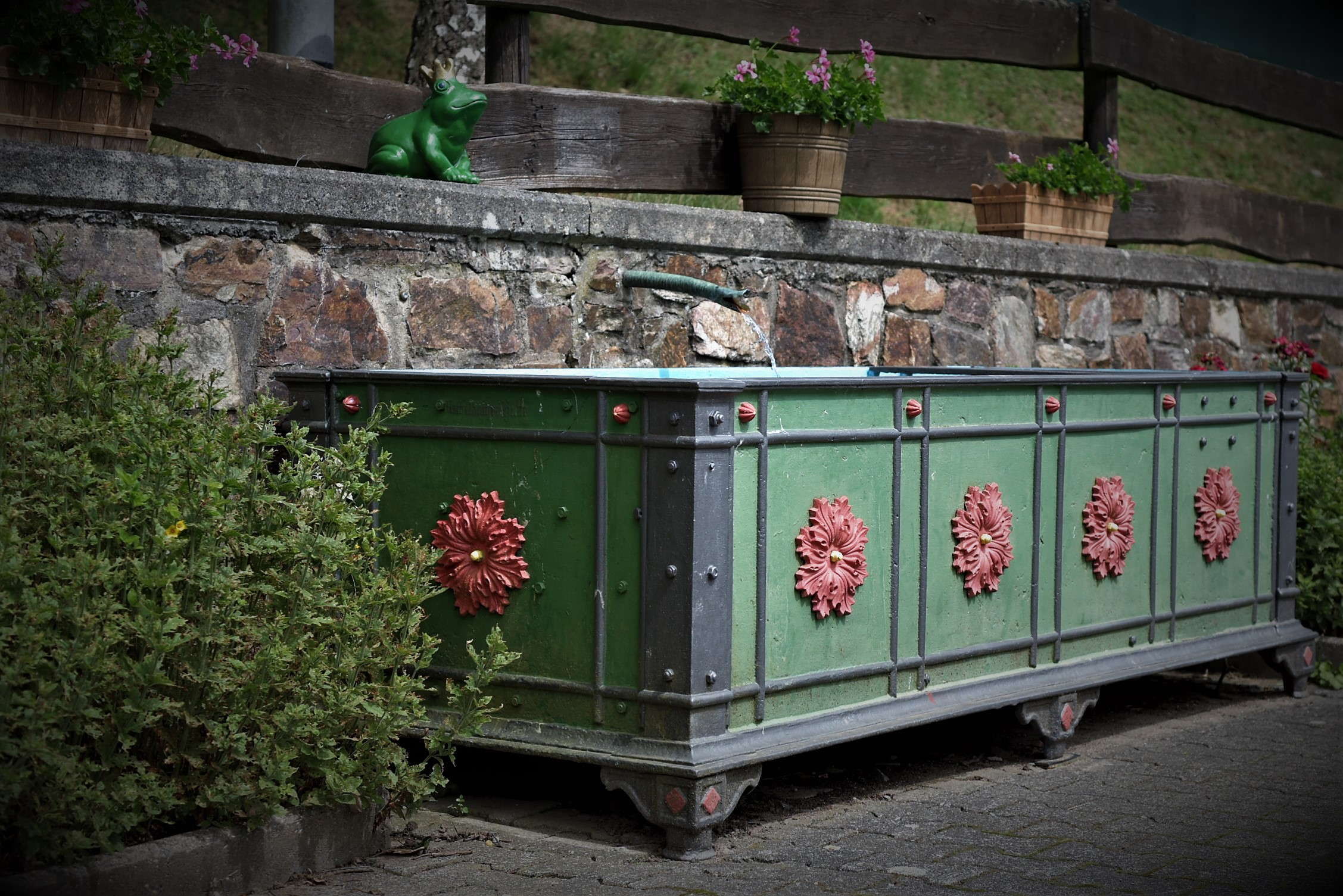
Dorfbrunnen in Grebenroth

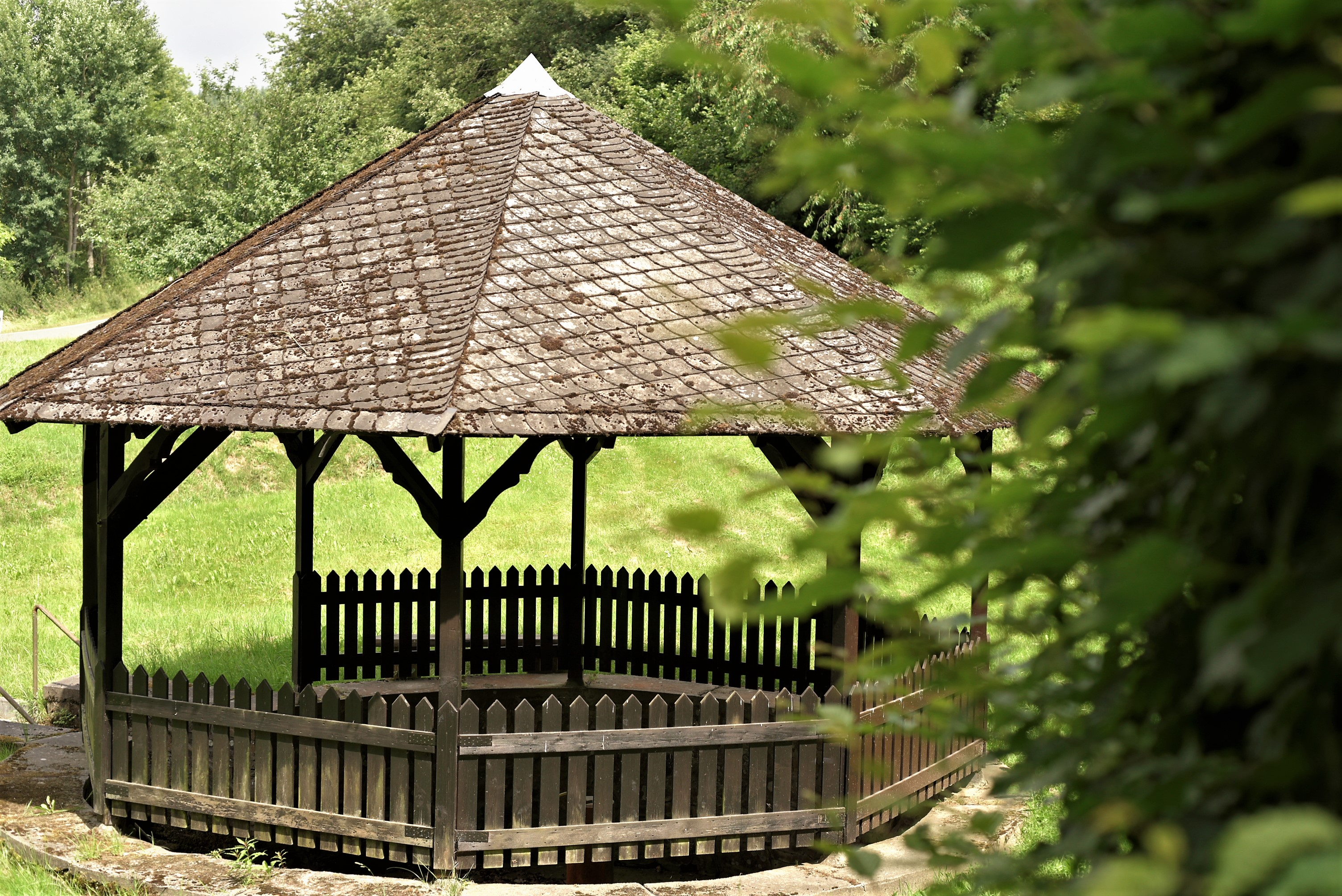
Sauerbrunnen in Grebenroth

Grebenroth ist ein Ortsteil der Gemeinde Heidenrod im südhessischen Rheingau-Taunus-Kreis.

## Geographie
Grebenroth liegt im westlichen Hintertaunus, längs des Bärbaches, nördlich des Klosters Gronau. Am südöstlichen Ausgang in Richtung Egenroth liegt der Sauerbrunnen. Westlich liegt Martenroth.

## Geschichte
Grebenroth wurde um 1250 als Grevenrod erstmals urkundlich erwähnt.
Südlich, zwischen Grebenroth und Egenroth, liegt der Altenberg, der nach dem Historiker Demandt auch Altenburg genannt wird und der Ursprung des Grafengeschlechts Katzenelnbogen gewesen sein soll.
Grebenroth verlor nach dem Dreißigjährigen Krieg die Bedeutung eines religiösen, politischen und kulturellen Zentrums.
Bis 1775 gehörte der Ort zum Vierherrischen Gericht auf dem Einrich (Hessisches Quartier), kam dann aufgrund einer Teilung (Nastätter Rezesse) unter alleinige Herrschaft von Hessen-Kassel und wurde der Niedergrafschaft Katzenelnbogen zugeordnet. Von 1806 bis 1813 stand die Region und damit auch Grebenroth unter französischer Verwaltung (pays réservé). Im Jahr 1816 kam der Ort in den Besitz des Herzogtums Nassau, das 1866 infolge des sogenannten Deutschen Krieges vom Königreich Preußen annektiert wurde.
Nach dem Ersten Weltkrieg befand sich der Ort während der alliierten Rheinlandbesetzung in einem schmalen Korridor zwischen den rechtsrheinischen Brückenköpfen der Amerikaner um Koblenz und der Franzosen um Mainz. Das Gebiet bestand bis zur militärischen Besetzung durch Frankreich im Jahr 1923 als sogenannter Freistaat Flaschenhals.
Im Zuge der Gebietsreform in Hessen schloss sich Grebenroth mit 15 weiteren Gemeinden am 31. Dezember 1971 auf freiwilliger Basis zur Gemeinde Heidenrod zusammen. Für Grebenroth wurde wie für alle anderen Ortsteile ein Ortsbezirk mit Ortsbeirat und Ortsvorsteher eingerichtet.

## Persönlichkeiten
- Wilhelm Müller-Scheld (1895–1969), Schriftsteller und nationalsozialistischer Kulturfunktionär
- Ottokar Schupp (1834–1911), Pfarrer und Schriftsteller von Dorfgeschichten